# شورای عالی جهت‌گیری جنگ
شورای عالی جهت‌گیری جنگ (به ژاپنی: 最高戦争指導会議 さいこうせんそうしどうかいぎ)،
در اوت سال ۱۹۴۴، توسط نخست‌وزیر کوایسو کونی‌آکی ایجاد شد. هدف از تأسیس آن تدوین سیاست اساسی برای هدایت جنگ، تقویت رابط و هماهنگی بین دولت و فرمانده و ارائه راهنمایی جنگی یکپارچه بود. با این حال، اداره استانداری از مداخله در راهنمای عملیاتی دولت امتناع ورزید و هیچگاه راهنمایی متمرکز محقق نشد. در ۲۲ اوت ۱۹۴۵ (شووا ۲۰)، یک هفته پس از صدور بیانیه تسلیم در جنگ اقیانوس آرام، منسوخ شد.
در پایان جنگ در ۱۴ اوت ۱۹۴۵، اعضای شورای عالی جهت‌گیری جنگ شامل افراد زیر بود:
- نخست‌وزیر: دریاسالار سوزوکی کانتارو
- وزیر امور خارجه: توگو شیگه‌نوری
- وزیر جنگ: ژنرال آنامی کوره‌چیکا
- وزیر نیروی دریایی: دریاسالار یونای میتسوماسا
- رئیس ستاد کل ارتش: ژنرال اومیزو یوشیجیرو
- رئیس ستاد کل نیروی دریایی: دریاسالار تویودا سوئه‌مو